# Aïn Kihal
Aïn Kihal (em árabe: عين الكيحل) é um município localizado na província de Aïn Témouchent, no noroeste da Argélia. Em 2010, sua população era de 9 589 habitantes.